# Maison Heiliö
La maison Heiliö (finnois : Heiliön talo) est un bâtiment situé dans le quartier Kotkansaari de Kotka en Finlande.

## Présentation
Conçu par Akseli Toivonen, l'édifice est construit de 1909 à 1914.